# یوانپا
یوانپا (انگلیسی: Juanpa؛ زادهٔ ۲۸ سپتامبر ۱۹۷۸) بازیکن فوتبال اهل اسپانیا است.
از باشگاه‌هایی که در آن بازی کرده‌است می‌توان به باشگاه فوتبال لاس پالماس، باشگاه فوتبال رئال اویدو، و باشگاه فوتبال نومانسیا اشاره کرد.